# Goethestraße (Leipzig)
Die Goethestraße ist eine Hauptverkehrsstraße am Ostrand der Leipziger Innenstadt. Sie ist benannt nach Johann Wolfgang von Goethe (1749–1832), der von 1765 bis 1768 an der Leipziger Universität studierte.

## Verlauf
Die Goethestraße beginnt an der Einmündung der Grimmaischen Straße auf den Augustusplatz und führt leicht abfallend in nördlicher Richtung bis zum Willy-Brandt-Platz vor dem Hauptbahnhof. Dabei verlaufen wegen Radweg und Parkspur die Kraftfahrzeugspuren teilweise auf den Straßenbahngleisen.
Von Westen münden ein Abzweig der Ritterstraße, der Brühl und die Richard-Wagner-Straße. Die Goethestraße ist nur auf ihrer Westseite bebaut mit fortlaufenden Hausnummern. Am Beginn steht der Königsbau, gefolgt vom Krochhochhaus und dem Franz-Mehring-Haus. In einem DDR-Plattenbau befinden sich Verwaltungseinrichtungen der Universität und an der Ecke zum Abzweig der Ritterstraße das Königliche Palais mit dem Rektorat der Universität. Bis zum Ende der Straße folgen noch drei nach 1990 errichtete Hotels. An die Ostseite grenzen das zum Augustusplatz gehörende Opernhaus und die Parkanlage am Schwanenteich mit dem Eisenbahnobelisken von 1878.

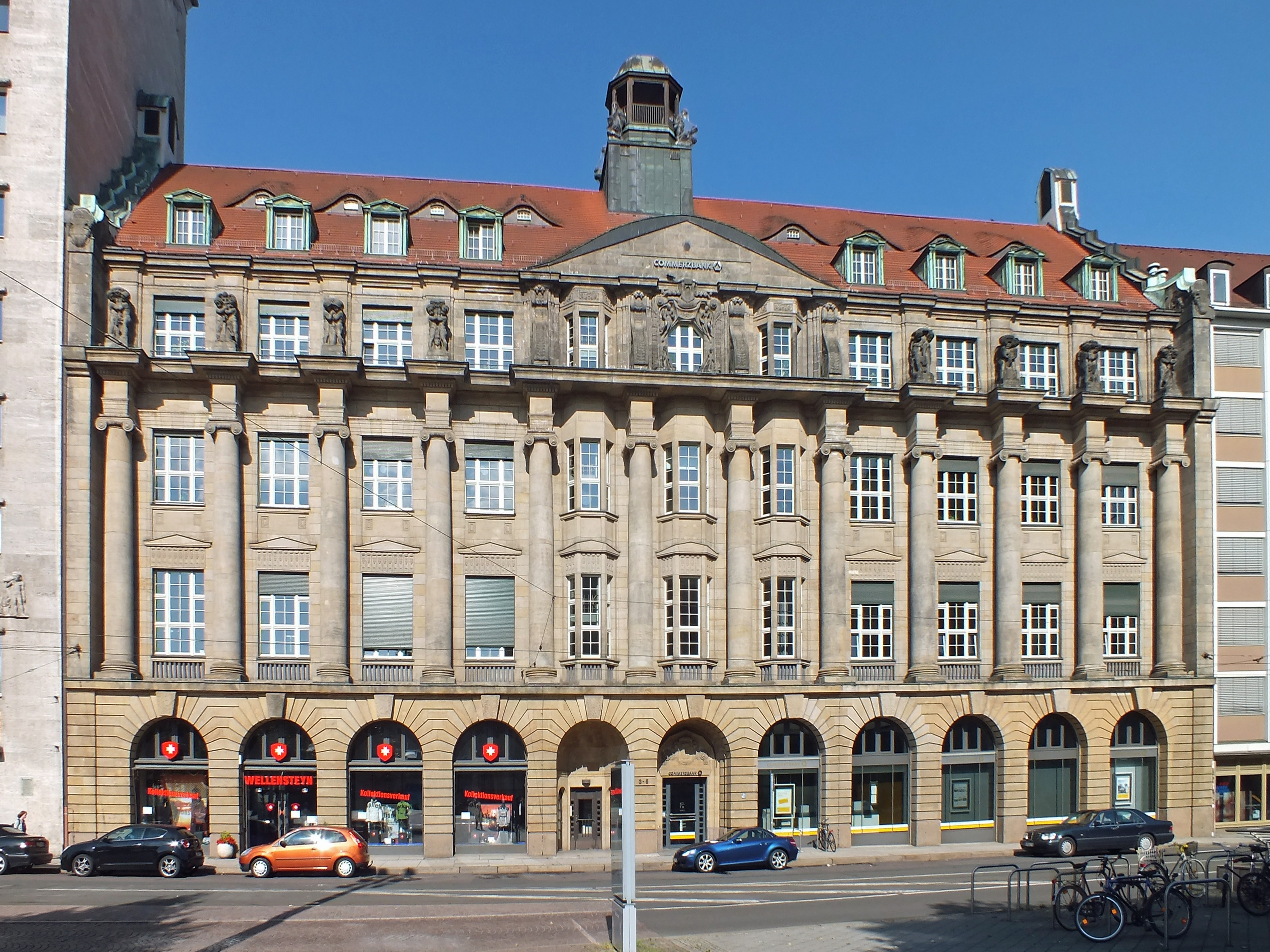
Franz-Mehring-Haus (2013)
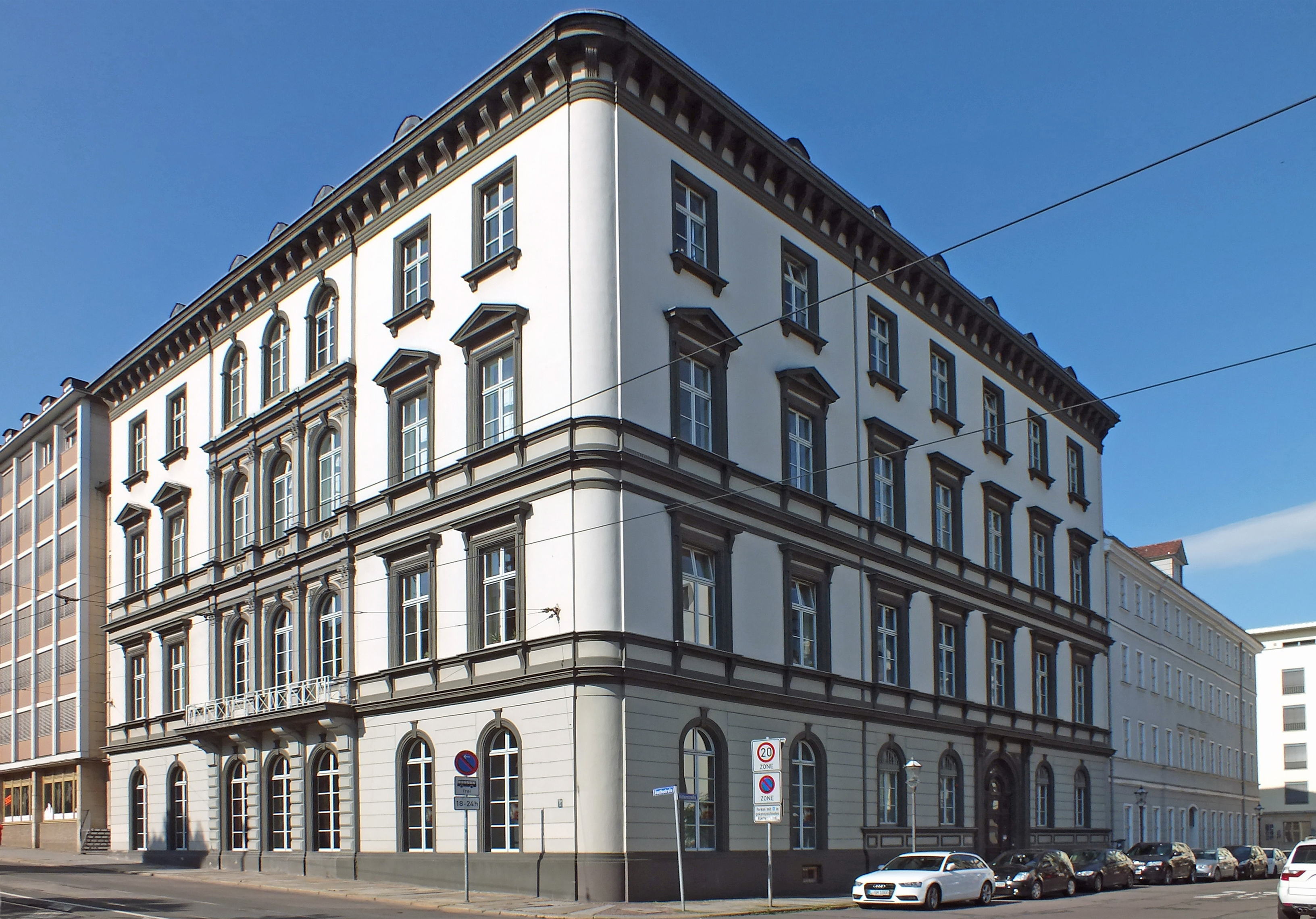
Königliches Palais (Rektorat) (2013)
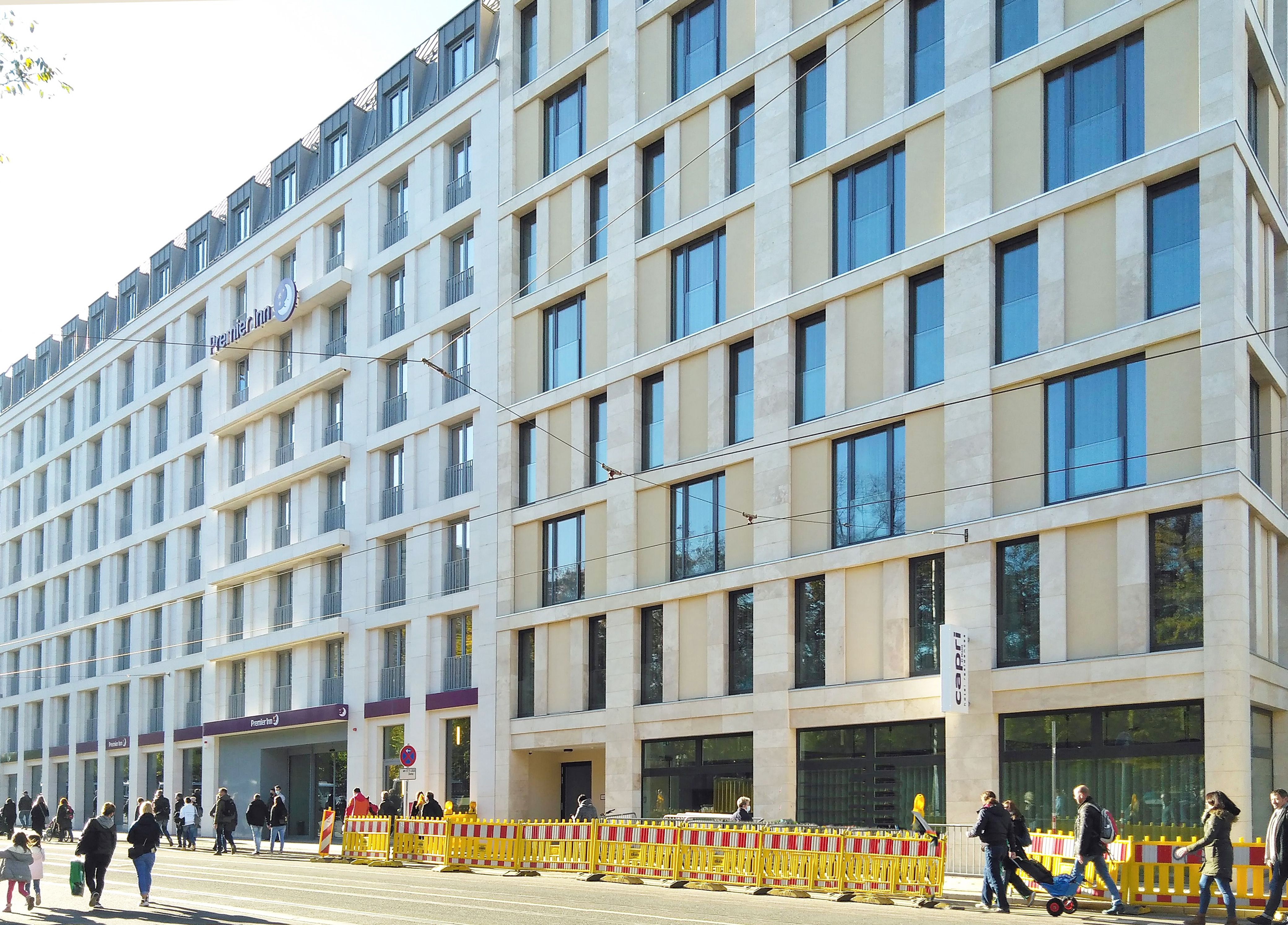
Hotels Premier Inn und Capri (2020)
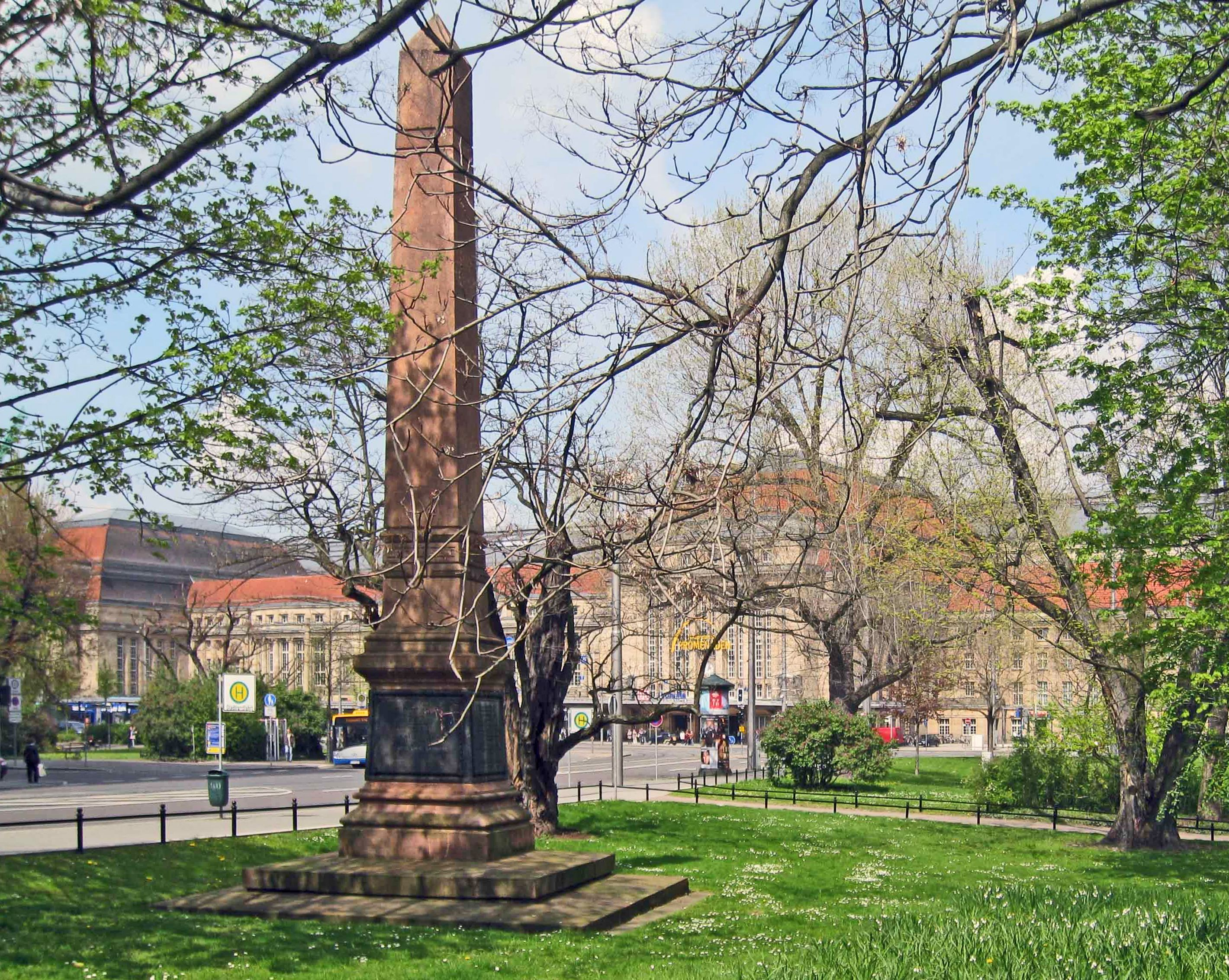
Eisenbahnobelisk (2008)

## Geschichte
Ab etwa 1770 wurde in Leipzig mit dem Abriss der nutzlos gewordenen Stadtbefestigung begonnen. Ab 1784 ließ der Bürgermeister Carl Wilhelm Müller (1728–1801) um die Nordostecke der Stadt einen Park anlegen, der in seinem nördlichen Teil Unterer Park und im östlichen, bis zum Augustusplatz reichenden Oberer Park hieß. In den 1830er Jahren wurde auf dem Bereich der ehemaligen Stadtbefestigung entlang dem Oberen Park eine Straße angelegt, die vom Augustusplatz bis zum Unteren Park reichte. 1839 erhielt diese den Namen Am oberen Park.
1865 wurde die Straße Am oberen Park nach Norden bis zur Bahnhofstraße verlängert, an der inzwischen der Dresdner und der Magdeburger Bahnhof entstanden waren. Nun teilte die Straße den Oberen vom Unteren Park, im gleichen Jahr wurde sie anlässlich des hundertsten Jahrestages der Immatrikulation Goethes an der Leipziger Universität in Goethestraße umbenannt. 1882 fuhr die erste Pferdebahn durch die Goethestraße und 1892 die erste elektrische Straßenbahn.
Der nunmehr freie östliche Zugang zu den Grundstücken zwischen Ritterstraße und ehemaliger Stadtmauer, die vornehmlich der Universität gehörten, führte zu einer regen Bautätigkeit entlang der neuen Straße, wobei die Universität teils als Grundstücksverkäufer, aber auch als Bauherr auftrat.

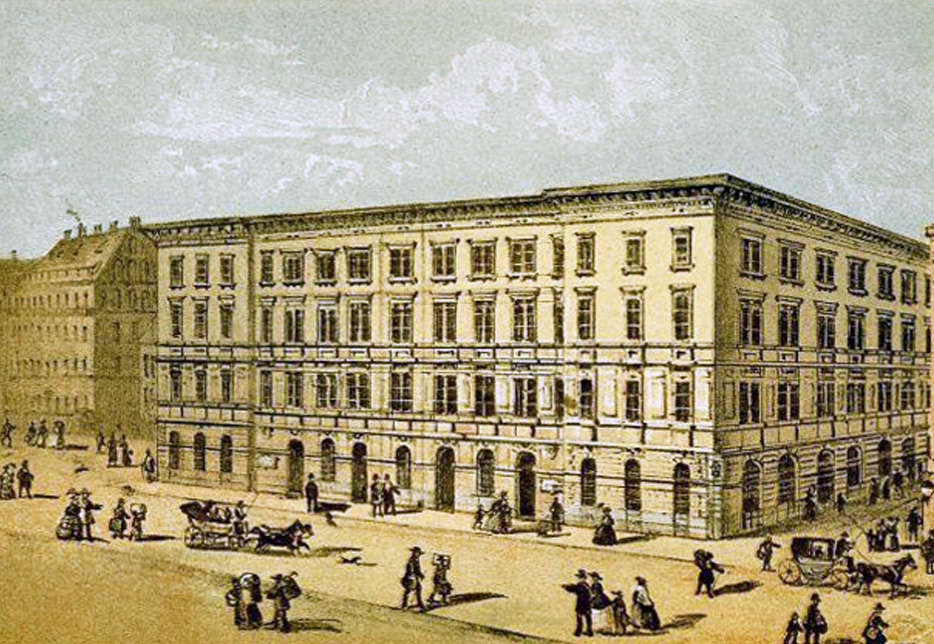
Georgenhalle (um 1860)
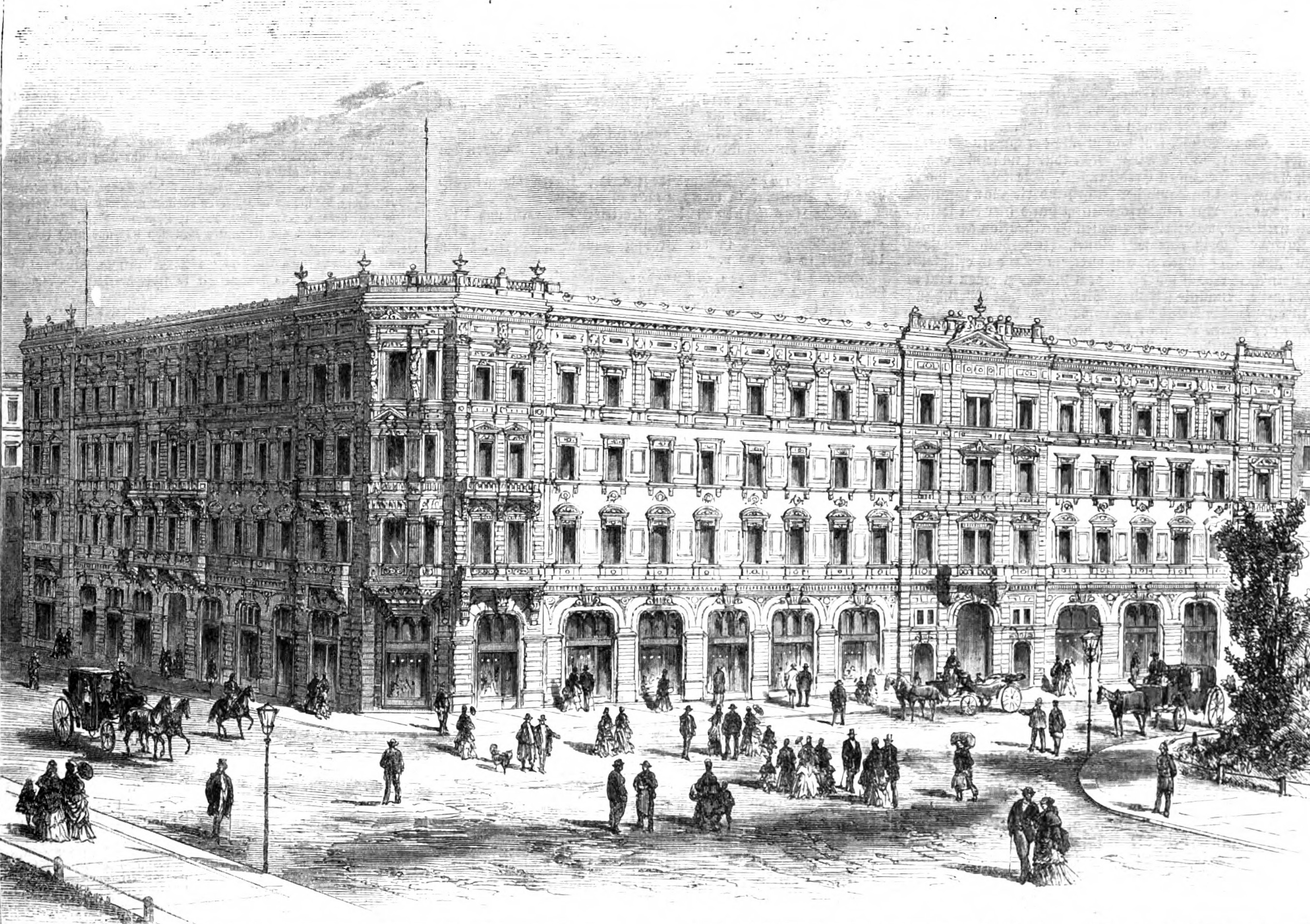
ADCA-Gebäude (1874)
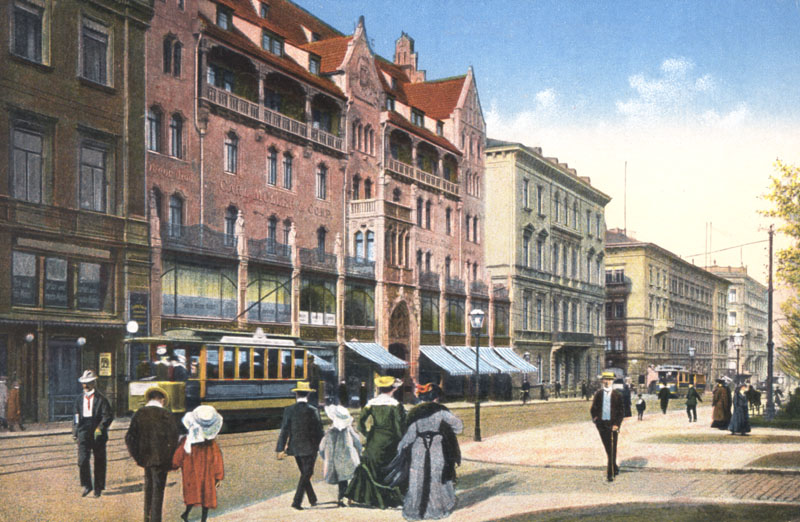
Rotes Kolleg (1910)
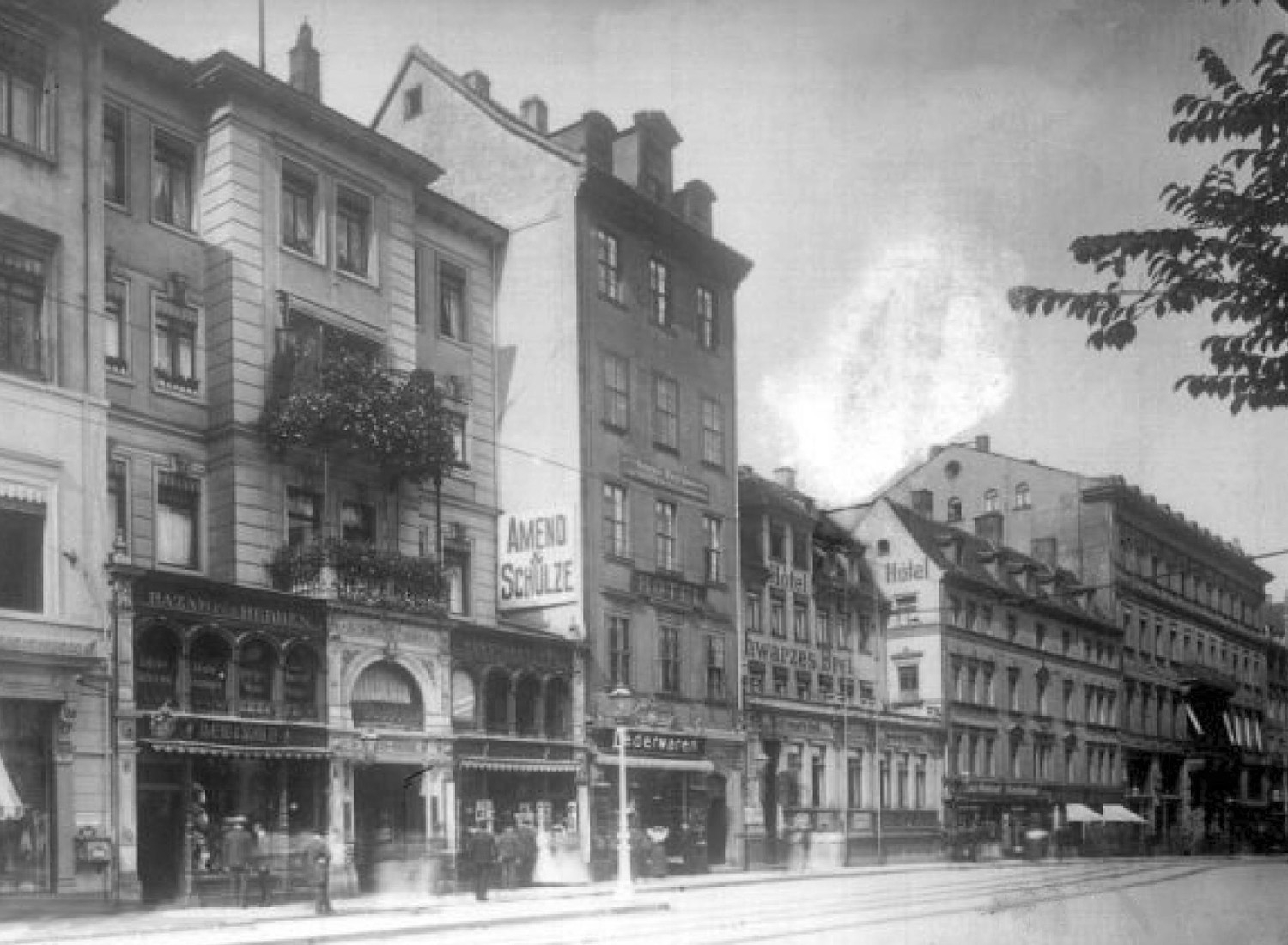
Goethestraße 2–6 (1900)

1857 wurde auf dem Gelände des Frauenkollegs der Universität zwischen Ritterstraße und Brühl die Georgenhalle errichtet, in der von 1879 bis 1895 das neu gegründete Reichsgericht residierte, bevor es in das Gebäude im Musikviertel zog. Nach dem Bau des Königlichen Palais 1861 auf dem Gelände des Kleinen Kollegs als Wohnung für Leipzigbesuche des sächsischen Königs folgte 1872–1874 die Hauptverwaltung der Allgemeinen Deutschen Credit-Anstalt (ADCA) zwischen Brühl und Richard Wagner-Straße (damals Am unteren Park) nach Abriss des Georgenhauses. Bei der Erneuerung des Roten Kollegs in der Ritterstraße wurde dessen nun an der Goethestraße gelegenes Hinterhaus 1904/1905 im historischen Stil als Wohn- und Geschäftshaus erbaut. Nach Abriss der inzwischen entstandenen Häuser Nr. 3–5 (Melone, Schwarzes Brett und Meißnisches Haus) ließ die Universität 1910/1911 ein Bürohaus errichten, das sie an die Dresdner Bank vermietete (heute Franz-Mehring-Haus). Nach dem Königsbau 1913 folgte schließlich noch 1927/1928 nach Abriss des im Universitätsbesitz befindlichen Gebäudes mit der Theaterpassage unter deren Erhalt das Krochhochhaus.

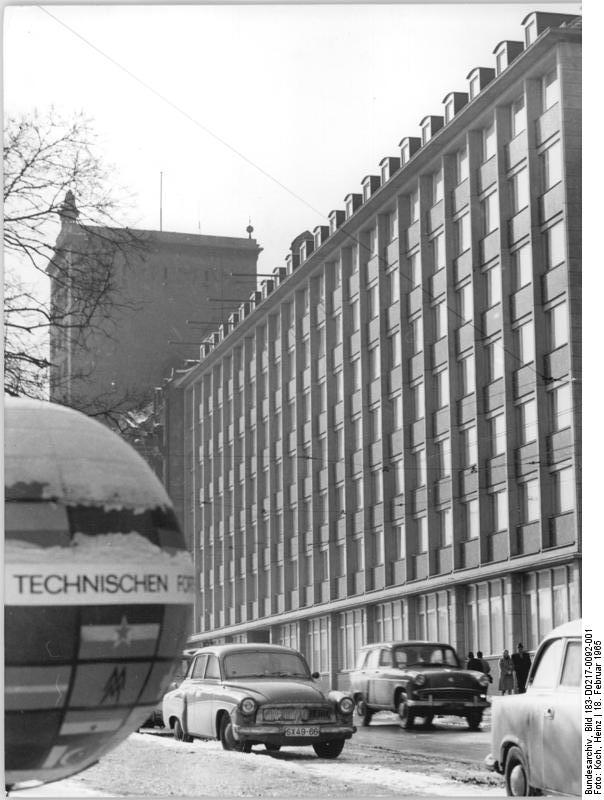
Studentenwohnheim „Jenny Marx“ (1965)

Im Zweiten Weltkrieg erlitten die Bauten der Goethestraße beträchtliche Schäden. Königsbau, Krochhochhaus, Franz-Mehring-Haus und Königliches Palais konnten wiederhergestellt werden. Anstelle des Roten Kollegs und des Nachbargrundstücks Nr. 6 (Preußisches Haus) entstand von 1963 bis 1965 ein Studentenwohnheim, das nach Umbauten seit 1994 durch die Universitätsverwaltung genutzt wird. Das Kombinat Chemieanlagenbau errichtete 1965 auf dem Gelände der Georgenhalle ein siebengeschossiges Verwaltungsgebäude mit roter Glasfassade, nach dessen Abriss ab 2008 die Unister Holding GmbH einen Verwaltungssitz errichten wollte. Nach dem Scheitern des Vorhabens wurden zwei Hotels gebaut. Ein weiteres Hotel wurde bereits 1996 im Komplex Forum am Brühl auf dem ehemaligen Gelände des ADCA-Gebäudes integriert.